# Conyers Clifford
Sir Conyers Clifford (c. 1566-1599) fue un político y comandante militar inglés.

## Vida y carrera
Era el hijo mayor de George Clifford de Bobbing Court en Kent, y su mujer Ursula, hija de Roger Finch. Sirvió en el ejército de Robert Devereux, conde de Essex al Sitio de Ruan en 1591, como capitán. Él y John Wotton se distinguieron especialmente al rescatar del enemigo el cuerpo muerto del hermano del conde, Walter Devereux, que había caído en una emboscada ante la ciudad. Ese mismo año Clifford fue nombrado caballero. Representó al burgo de Pembroke en el parlamento que se reunió el 19 de febrero de 1593. Obtuvo el grado de M. A. en 1595 en  la Universidad de Cambridge.
Tras conocer el asedio de Calais por los españoles, el Conde de Essex se dirigió a Dover; escribió a sir Anthony Shirley (3 de abril de 1596) que había enviado a Clifford para informar sobre el estado de la ciudad. Más tarde ese mismo año Clifford participó en la expedición contra Cádiz, como sargento mayor. Fue uno de los agentes que formó el consejo. El valor declarado de su participación en el saqueo fue de £3,256.
Por patente datada el 4 de septiembre de 1597 fue nombrado Presidente de Connaught en Irlanda, con el mando y dirección de cuarenta soldados de caballería y una tropa de infantería. Durante algunos meses había venido actuando como comisario de jefe de la provincia, y condestable del castillo de Athlone. El Conde de Essex, habiendo recibido tropas de refuerzo de un millar de hombres, se preparó para ir al norte y, para dividir las fuerzas de Hugh Ó Neill, conde de Tyrone, envió a Clifford a invadir Úlster desde Connaught. Las fuerzas de Clifford estaban formadas por mil quinientos soldados y cien caballos.
En agosto de 1599, para cruzar las montañas Curlew, cerca de Boyle, en Roscommon el equipaje y la munición fueron dejados bajo la protección de la caballería, mientras la infantería intentaba cruzar. Los irlandeses de Brian Óg O'Rourke habían bloqueado el camino y atacaron a los hombres de Clifford. Comenzó así la Batalla de Curlew Passe y los ingleses, habiendo casi agotado su munición, entraron en pánico y huyeron. Con la ayuda de los hombres de Red Hugh O'Donnell, O'Rourke derrotó a los ingleses  y Clifford resultó mortalmente herido después de ser atravesado por una pica. O'Donnell ordenó a O'Rourke cortar la cabeza de Clifford y enviarla a los O'Connor sitiados de Sligo como señal de que no recibirían ayuda inglesa. Al recibir la cabeza, se rindieron. El cuerpo de Clifford fue honorablemente enterrado en la Abadía de Hole Trinity, Lough Key y su "muerte trágica….fue muy lamentada" por los señores irlandeses, ya que el hombre nunca les había dicho una falsedad".
Clifford dejó el manuscrito A brief Declaration relating to the Province of Connaught, how it stood in 1597.

## Familia
Clifford se casó con Mary, hija de Francis Southwell de Wymondham Hall, Norfolk, y viuda sucesivamente de Thomas Sydney de Wighton  y Nicholas Gorge. Con ella tuvo dos hijos, Henry y Conyers, y una hija, Frances, que murió joven. Su mujer le sobrevivió, y se casó con Sir Anthony St Leger, caballero, Maestro de los Corros en Irlanda. Murió de parto el 19 de diciembre de 1603, a los treinta y siete años, dejando un hijo, Anthony, y una hija, también Frances, con St Leger; Frances sobrevivió a su madre sólo unos días. Mary fue enterrada en la catedral de San Patricio, Dublín.